# Leptotyphlops striatula
Leptotyphlops striatula este o specie de șerpi din genul Leptotyphlops, familia Leptotyphlopidae, descrisă de Worthington George Smith și Laufe 1945. Conform Catalogue of Life specia Leptotyphlops striatula nu are subspecii cunoscute.